# Själar till salu
Själar till salu är en amerikansk film från 1933 i regi av William A. Wellman. Filmen gjordes innan produktionskoden togs i bruk och ger en mycket mörk bild av livet under depressionsåren i USA.

## Rollista
- Richard Barthelmess - Tom
- Aline MacMahon - Mary
- Loretta Young - Ruth
- Gordon Westcott - Roger
- Robert Barrat - Max
- Berton Churchill - Mr. Winston
- Grant Mitchell - George Gibson
- Charley Grapewin - Pa Dennis
- Robert McWade - Dr. Briggs
- G. Pat Collins - agiterare
- Edwin Maxwell - tvätterichefen
- Willard Robertson - sheriff